# Свинчатковые
Свинча́тковые, или Плюмба́говые (лат. Plumbaginaceae) — семейство двудольных растений порядка Гвоздичноцветные, по современной классификации APG IV на декабрь 2023 года включающее в себя 635 видов из 24 родов.

## Название
В русскоязычной литературе в качестве названия семейства часто используется слово «свинчатковые», однако в издании «Жизнь растений» сказано следующее:

Семейство плюмбаговых в русской литературе нередко носит название «свинчатковые». Оно появилось из-за неправильного перевода родового названия Plumbago как «свинчатка». Название Plumbago действительно произведено от латинского слова «plumbum», но последнее в этом случае обозначало не «свинец», а название одной из глазных болезней.
В Энциклопедическом словаре Брокгауза и Ефрона для этого семейства приводится русское названия «свинцовковые».

## Ботаническое описание

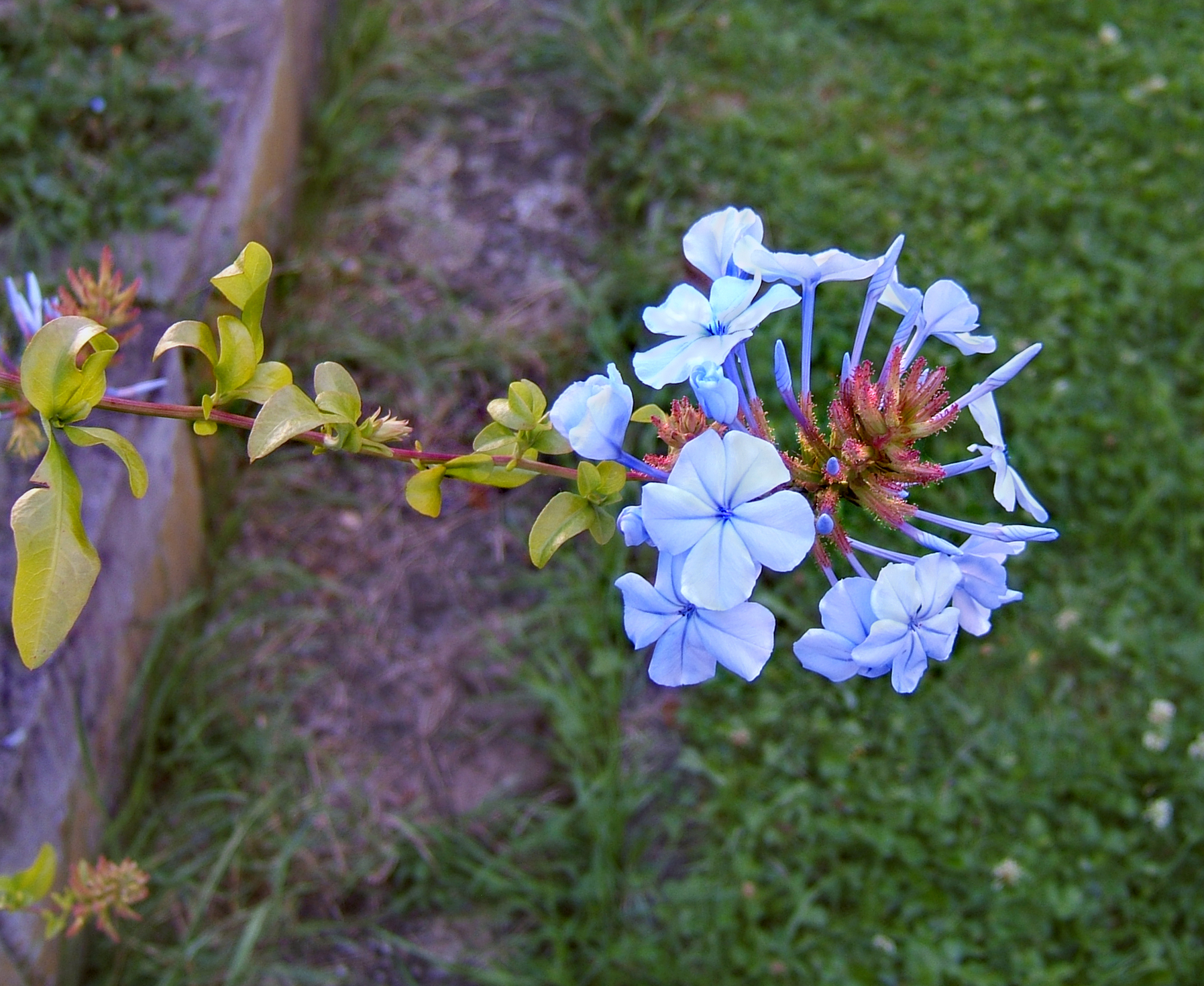
Свинчатка ушковидная, или Свинчатка ушковая (Plumbago auriculata), в садоводстве больше известная под устаревшим названием Свинчатка капская (Plumbago capensis)

Представители семейства — многолетние или, намного реже, однолетние травы, а также полукустарнички, полукустарники и кустарники, иногда с лиановидными побегами. Большинство растений — ксерофиты; нередко это галофиты, обитающие на солончаках или морских побережьях, в том числе в мангровых зарослях. Для некоторых степных и пустынных видов родов Кермек (Limonium) и Гониолимон (Goniolimon) характерна форма перекати-поля.
Корень у большинства видов многолетний, сильно развит; наземные же части растений полностью или частично на время неблагоприятных периодов года отмирают.
Листья очерёдные, простые, без прилистников, обычно цельные.
Цветки обоеполые, пятичленные, довольно мелкие. Чашечка сростнолистная, остаётся при плодах. Окраска венчика различна — белая, жёлтая, красная различных оттенков (от розового до пурпурного). Венчик обычно почти раздельнолепестный, с пятью лепестками, суженными к основанию. Тычинок пять, гинецей из пяти плодолистиков. Завязь верхняя. Цветки собраны в колоски, которые, в свою очередь, собраны в сложные соцветия различного типа на концах стеблей.
Плоды лизикарпные, обычно плотно окружены чашечкой и опадают вместе с ней. Семена — с крупным прямым зародышем.

## Распространение и экология
Свинчатковые распространены по всему свету, но в наибольшей степени — во внетропической части Северного полушария, особенно в европейском и азиатском Средиземноморье. На территории бывшего СССР — более 130 видов, большей частью в Средней Азии и на Кавказе.

## Использование
Среди представителей семейства имеются дубильные и красильные растения.
Некоторые плюмбаговые культивируются как декоративные садовые растения.

## Классификация

### Таксономическое положение
- Plumbaginaceae Juss., 1789, Gen. Pl. 92

Семейство Свинчатковые включается в порядок Гвоздичноцветные (Caryophyllales), который последовательно относится к кладам Суперастериды → Эвдикоты → Цветковые растения. Таксономическая схема в соответствии с Системой APG IV по состоянию на декабрь 2023 года:
|  |                          |  |                                   |                          |                        |  | еще 40 семейств |         |  |           |
|  |                          |  |                                   |                          |                        |  |                 |         |  |           |
|  |                          |  |                                   | порядок Гвоздичноцветные |                        |  |                 |         |  |           |
|  |                          |  |                                   |                          |                        |  |                 |         |  | 635 видов |
|  | клада Цветковые растения |  |                                   |                          | семейство Свинчатковые |  |                 | 24 рода |  |           |
|  | клада Цветковые растения |  |                                   |                          |                        |  |                 | 24 рода |  |           |
|  |                          |  | ещё 63 порядка цветковых растений |                          |                        |  |                 |         |  |           |
|  |                          |  |                                   |                          |                        |  |                 |         |  |           |

### Роды

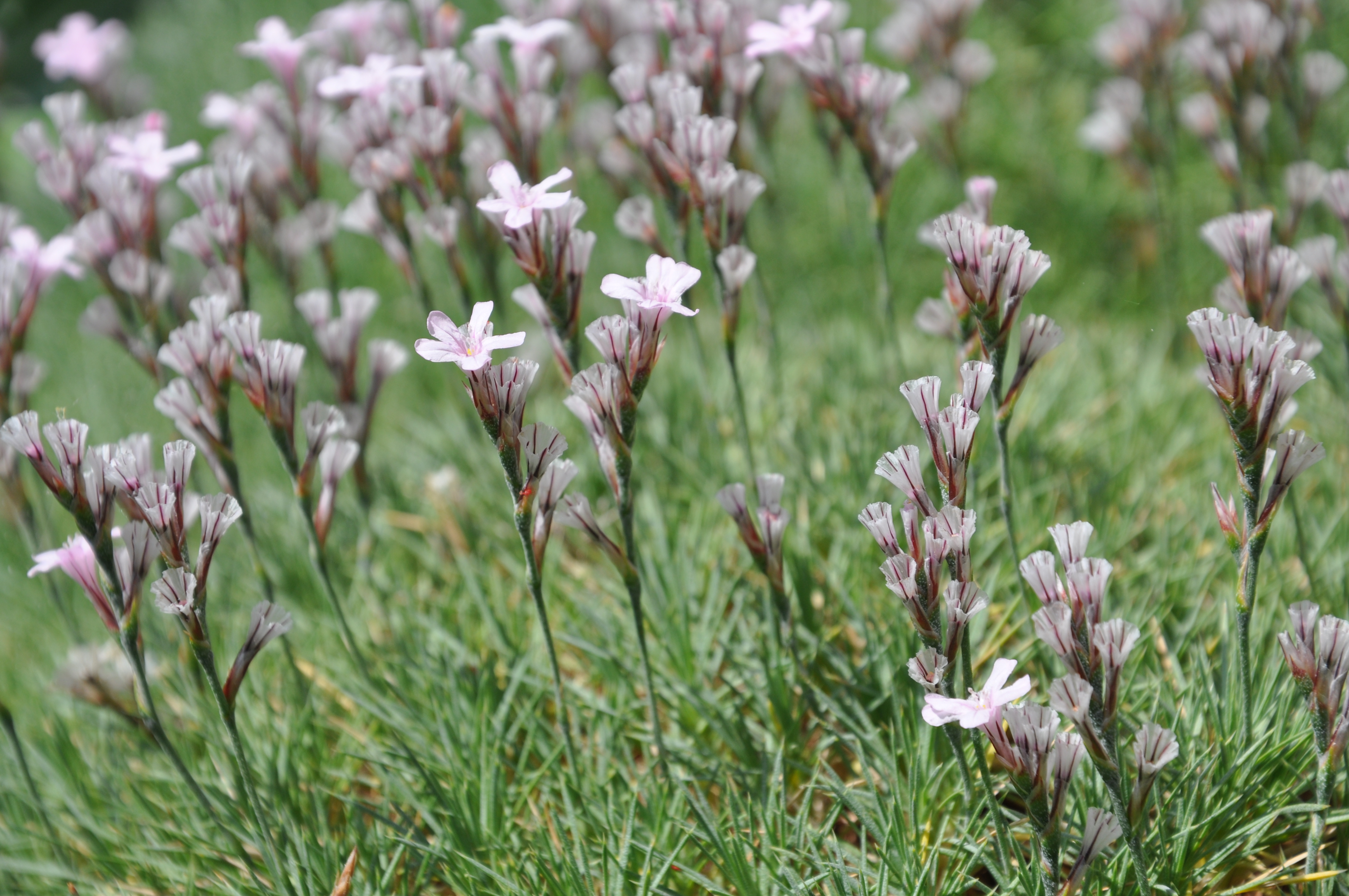
Acantholimon hohenackeri

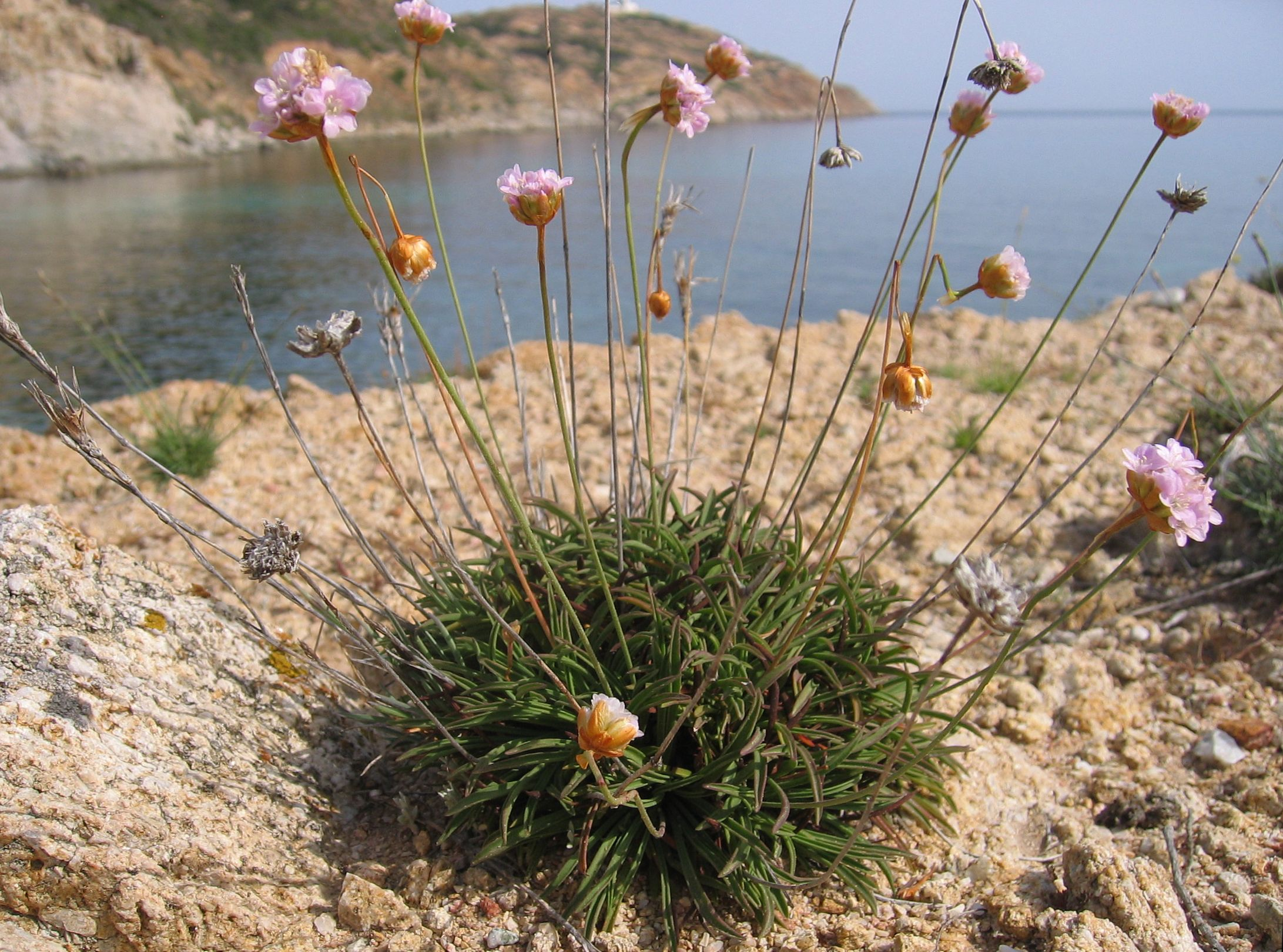
Armeria soleirolii

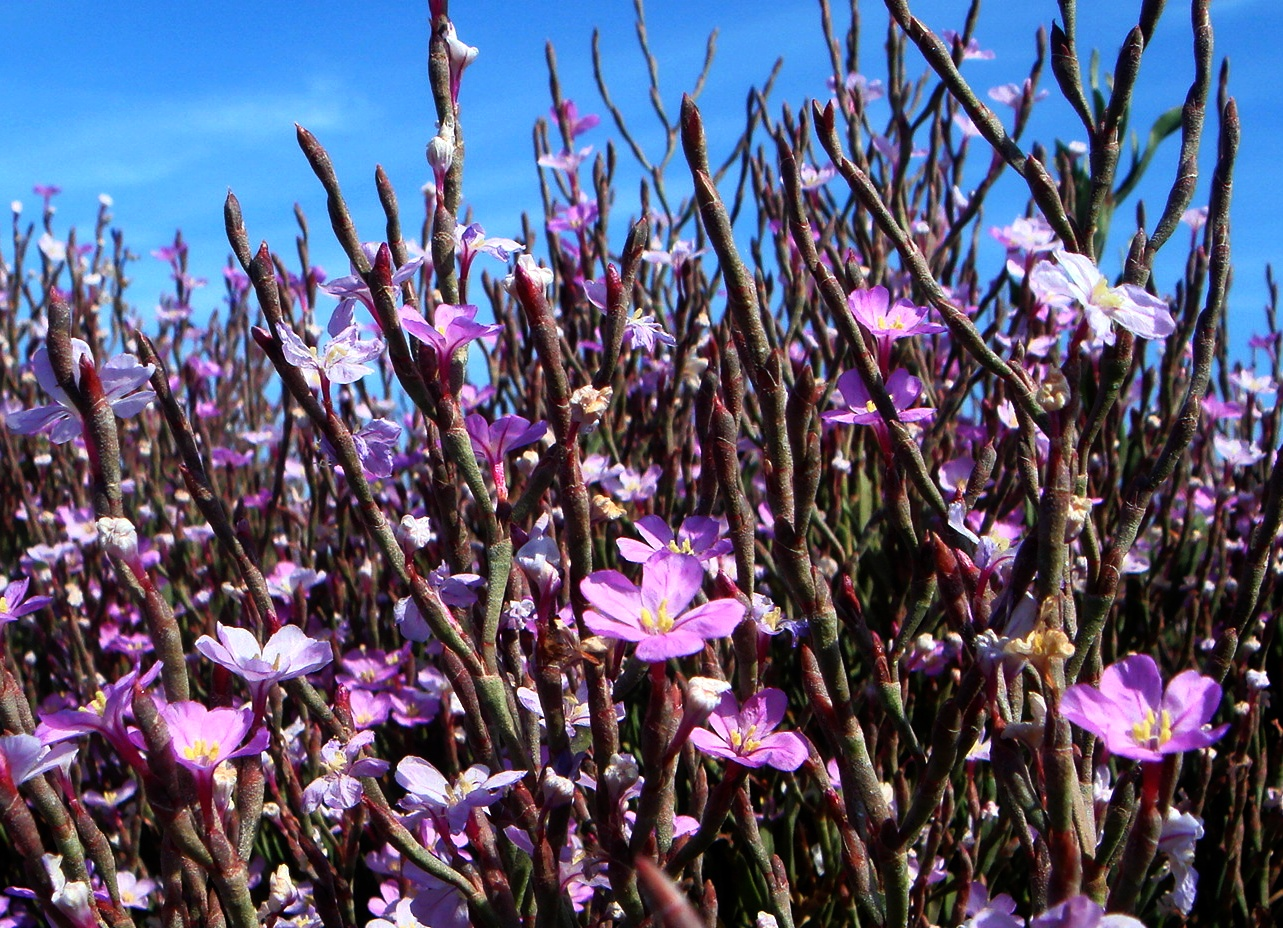
Limoniastrum monopetalum

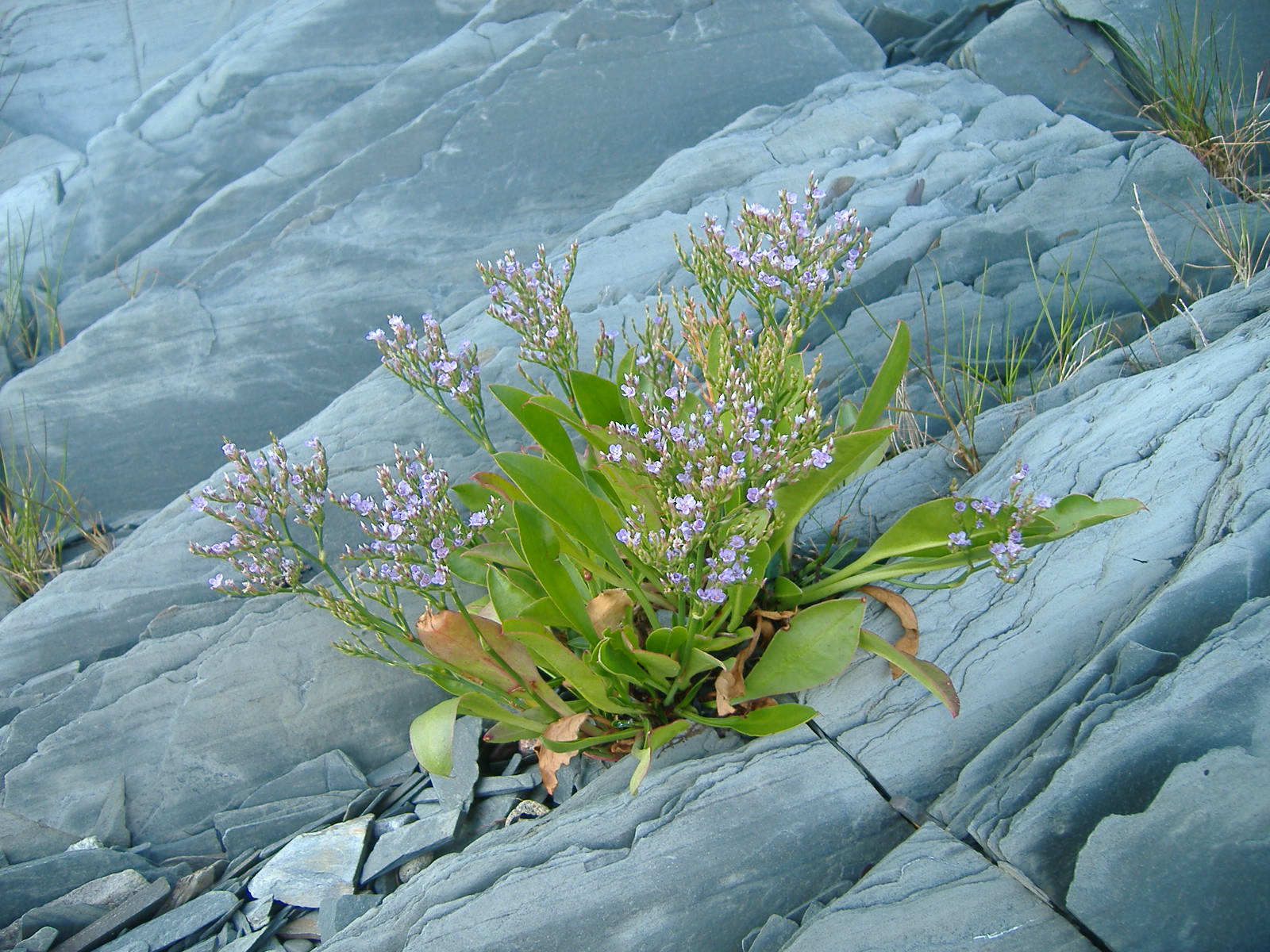
Limonium carolinianum

- Acantholimon Boiss. — Акантолимон. Более ста видов многолетних трав и полукустарников, распространённых в горных областях восточного Средиземноморья и Азии[6]. Многие виды — колючие подушкообразные растения[2].
- Aegialitis R.Br. — Эгиалитис
- Afrolimon Lincz.
- Armeria Willd. —  Армерия. Около 50 видов многолетних трав, распространённых во всех умеренных зонах Северного полушария, а также в Южном полушарии — в Чили и Аргентине вплоть до Огненной Земли[6].
- Bakerolimon Lincz.
- Bamiania Lincz.
- Bukiniczia Lincz.
- Cephalorhizum Popov & Korovin — Корнеглав. Несколько видов многолетних трав из Средней Азии[6].
- Ceratolimon M.B.Crespo & M.D.Lledó
- Ceratostigma Bunge — Цератостигма. Большей частью горные виды, распространённые от Восточной Азии до Восточной Африки[2].
- Chaetolimon (Bunge) Lincz. — Хетолимон
- Dictyolimon Rech.f.
- Dyerophytum Kuntze
- Goniolimon Boiss. — Гониолимон. Около 20 видов многолетних трав, распространённых в Северной Африке и Азии (до Монголии)[6].
- Ikonnikovia Lincz. — Иконниковия. Монотипный род кустарничков из бассейна реки Или (Китай, Казахстан). Род назван в честь российского (советского) ботаника Николая Петровича Иконникова-Галицкого (1892—1942), исследователя флоры Монголии, в том числе растений семейства Плюмбаговые (особенно рода Limonium)[6].
- Limoniastrum Fabr.
- Limoniopsis Lincz. — Кермековидка. Многолетние травы, встречающиеся на Кавказе и в Восточной Турции[6].
- Limonium Mill. — Кермек. Около 300 видов многолетних трав, встречающихся по всему свету; в наибольшей степени растения этого рода распространены в европейском и азиатском Средиземноморье; многие виды растут на засоленных почвах[6].
- Muellerolimon Lincz.
- Neogontscharovia Lincz. — Неогончаровия
- Plumbagella Spach — Плюмбагелла, или Зубница. Однолетние растения; распространены на территории бывшего СССР, в Монголии и Китае[6].
- Plumbago L. typus — Плюмбаго, или Свинчатка, или Свинцовка. Травянистые растения, полукустарники и кустарники, широко распространённые в Евразии и Африке. Некоторые виды культивируются как декоративные красивоцветущие садовые растения[6].
- Psylliostachys (Jaub. & Spach) Nevski — Подорожникоцветник, или Псиллиостахис. Около 10 видов однолетних трав с Ближнего Востока, Кавказа, из Средней Азии[6]
- Saharanthus M.B.Crespo & M.D.Lledó